# Sofia Gon's
Sofia Gon's est une chanteuse franco-marocaine fille de Vigon alias Abdelghafour Mouhsine née à Agadir le 12 janvier 1986 et morte le 14 août 2011 à Paris 10e.
Sa mère est bretonne et son père, Vigon, est marocain. Pour envisager son premier album, elle envoie une maquette à Kerredine Soltani. Sofia Gon's travaille notamment avec le producteur Mounir Belkhir pendant une courte période.
Elle meurt d'une crise cardiaque à 25 ans, quelques mois avant la sortie de son deuxième album.

## Discographie
- Comme avant (2008)
- Le marché des insolites (2011)[5]